# Roman Coppola
Pour les articles homonymes, voir Coppola.
Pour les autres membres de la famille, voir Famille Coppola.
Roman Coppola est un réalisateur, scénariste et producteur américain né le 22 avril 1965 à Neuilly-sur-Seine.

## Biographie

### Jeunesse
Roman Coppola est le fils de Francis Ford Coppola et Eleanor Coppola, et le frère de Gian-Carlo Coppola et Sofia Coppola.
Il nait à l'hôpital américain de Paris à Neuilly-sur-Seine, alors que son père participe à l'écriture du scénario de Paris brûle-t-il ? de René Clément.

### Carrière
Après avoir tenu de tout petits rôles dans des films de son père, il fait des études portant sur le cinéma à l'université de New York, à la Tisch School of the Arts. Il débute ensuite comme assistant de production sur Outsiders et Le Retour de l'étalon noir (produit par son père), puis comme producteur associé sur Rusty James. Après la production, il se lance dans l'écriture en participant au scénario de The Spirit of '76 de Lucas Reiner, fils de Carl Reiner.
Au milieu des années 1990, il commence à réaliser des clips musicaux, très souvent d'artistes rock ou electro.
En 2001, il réalise son premier long-métrage, CQ, avec notamment Élodie Bouchez et Gérard Depardieu. Il continue en parallèle à participer à de nombreux autres films en tant que figurant ou acteur de rôle mineur, producteur, scénariste ou à d'autres étapes de la production. Il tourne surtout davantage de clips (pour The Strokes, Moby, The Presidents of the United States of America, Mansun, Ween, Green Day, Fatboy Slim, Phoenix, mellow, Daft Punk, Matthew Sweet, Supergrass, The Vines, God Lives Underwater (en), Wyclef Jean, Arctic Monkeys, et Sébastien Tellier).
En juin 2010, il réalise le clip du nouveau parfum « Love » pour la marque Chloé et coréalise avec Wes Anderson la pub « Le Apartomatic (60) » pour la campagne mondiale de la marque Stella Artois.
Son second long-métrage, Dans la tête de Charles Swan III sort le 24 juillet 2013, avec Charlie Sheen dans le rôle-titre.

## Filmographie

### Réalisateur
- 2001 : CQ
- 2013 : Dans la tête de Charles Swan III (A Glimpse Inside the Mind of Charles Swan III)

### Assistant réalisateur / réalisateur2eéquipe
- 1992 : Dracula de Francis Ford Coppola
- 1996 : Jack de Francis Ford Coppola
- 1997 : L'Idéaliste (The Rainmaker) de Francis Ford Coppola
- 1999 : Virgin Suicides (The Virgin Suicides) de Sofia Coppola
- 2003 : Lost in Translation de Sofia Coppola
- 2004 : La Vie aquatique (The Life Aquatic with Steve Zissou) de Wes Anderson
- 2006 : Marie-Antoinette de Sofia Coppola
- 2007 : À bord du Darjeeling Limited (The Darjeeling Limited) de Wes Anderson
- 2007 : L'Homme sans âge (Youth Without Youth) de Francis Ford Coppola
- 2009 : Tetro de Francis Ford Coppola

### Acteur
- 1972 : Le Parrain (Mario Puzo's The Godfather) de Francis Ford Coppola : le garçon dans la rue qui attend aux funérailles (non crédité)
- 1974 : Le Parrain - 2e partie (Mario Puzo's The Godfather: Part II) de Francis Ford Coppola : Sonny Corleone, enfant (non crédité)
- 1979 : Apocalypse Now de Francis Ford Coppola : Francis de Marais (uniquement dans une scène ajoutée de la version Redux)
- 1991 : Aux cœurs des ténèbres : L'Apocalypse d'un metteur en scène (Hearts of Darkness: A Filmmaker's Apocalypse) (documentaire) de Fax Bahr et George Hickenlooper : lui-même
- 1996 : Bed, Bath and Beyond (court-métrage) de Sofia Coppola, Andrew Durham et Ione Skye
- 1999 : Gunfighter de Christopher Coppola : Bandido
- 1999 : Star Wars, épisode I : La Menace fantôme (Star Wars Episode I: The Phantom Menace) de George Lucas : un garde du Sénat (non crédité)
- 1999 : Torrance Rises (court-métrage) de Spike Jonze, Lance Bangs et Ione Skye : lui-même
- 2009 : Fantastic Mr. Fox de Wes Anderson : Écureuil (Squirrel) (voix)
- 2011 : Fight for Your Right Revisited (court-métrage) d'Adam Yauch : le patron du café
- 2018 : L'Île aux chiens (Isle of Dogs) de Wes Anderson : Igor (voix)

### Producteur
- 1983 : Outsiders (The Outsiders) de Francis Ford Coppola (assistant de production)
- 1983 : Le Retour de l'étalon noir (The Black Stallion Returns) de Robert Dalva (assistant de production)
- 1983 : Rusty James (Rumble Fish) de Francis Ford Coppola (producteur associé)
- 1989 : Clownhouse de Victor Salva (producteur délégué)
- 1990 : The Godfather Family: A Look Inside (documentaire TV) de Jeff Werner
- 1990 : The Spirit of '76 de Lucas Reiner (producteur délégué)
- 2007 : À bord du Darjeeling Limited (The Darjeeling Limited) de Wes Anderson
- 2010 : Somewhere de Sofia Coppola
- 2013 : The Bling Ring de Sofia Coppola
- 2013 : Dans la tête de Charles Swan III (A Glimpse Inside the Mind of Charles Swan III) de Roman Coppola
- 2015 : A Very Murray Christmas de Sofia Coppola

### Scénariste
- 1990 : The Spirit of '76 de Lucas Reiner (histoire)
- 2001 : CQ de lui-même
- 2007 : À bord du Darjeeling Limited (The Darjeeling Limited) de Wes Anderson
- 2012 : Moonrise Kingdom de Wes Anderson
- 2013 : A Glimpse Inside the Mind of Charles Swan III de lui-même
- 2023 : Asteroid City de Wes Anderson
- 2025 : The Phoenician Scheme de Wes Anderson (histoire uniquement)

### Directeur de la photographie
- 1996 : Bed, Bath and Beyond (court-métrage) de Sofia Coppola, Andrew Durham et Ione Skye
- 1998 : Free Tibet (documentaire) de Sarah Pirozek
- 1999 : Torrance Rises (court-métrage) de Spike Jonze, Lance Bangs et Ione Skye
- 2002 : Chronique d'un cinéaste (documentaire)

## Clips réalisés
1994
- God Lives Underwater (en) - "From Your Mouth"
- Nancy Boy - "Deep Sleep Motel"
- Ween - "Voodoo Lady"

1995
- Love Battery - "Harold's Pink Room"
- The Presidents of the United States of America - "Lump" (Version #1) / "Kitty"
- Matthew Sweet - "Sick of Myself" / "We're the Same"
- Mike Watt (avec Evan Dando) - "Piss Bottle Man"

1996
- Green Day - "Walking Contradiction"
- Mansun - "Taxloss"
- The Presidents of the United States of America - "Lump" (Version #2) / "Peaches" / "Dune Buggy" / "Mach 5"
- The Rentals - "Waiting"

1997
- Wyclef Jean & The Refugee All-Stars (featuring John Forté & Pras Michel) - "We Trying to Stay Alive"

1998
- Cassius - "Foxxy"
- Daft Punk - "Revolution 909"
- Fatboy Slim - "Gangster Trippin'"
- Moby - "Honey"

1999
- Cassius - "La Mouche"
- Supergrass - "We Still Need More (Than Anyone Can Give)"

2000
- Air - "Playground Love"
- Phoenix - "Funky Squaredance"
- Mellow - "Another Mellow Winter"

2001
- The Strokes - "Last Nite" (Version #2)

2002
- Marianne Faithfull - "Sex with Strangers"
- Phantom Planet - "California"
- The Strokes - "The Modern Age" / "Hard To Explain" (Version #2) / "Someday"
- The Vines - "Get Free"

2003
- Ima Robot - "Dynamite"
- The Strokes - "12:51"

2004
- Phoenix - "Everything is Everything"

2006
- Phoenix - "Long Distance Call"

- Rooney - "Tell Me Soon"

2007
- Arctic Monkeys - "Teddy Picker"

2009
- Sébastien Tellier - "L'Amour et La Violence"

2013
- Arcade Fire - "Here Comes The Night Time"

## Récompenses
Moonrise Kingdom
- 2012 : Phoenix Film Critics Society Awards : Meilleur scénario original
- 2012 : Southeastern Film Critics Association Awards : Meilleur scénario original
- 2013 : Online Film Critics Society Awards : Meilleur scénario original
- 2013 : Denver Film Critics Society Awards : Meilleur scénario original
- 2013 : Chlotrudis Awards : Meilleur scénario original

## Nomination
- 2013 : Nomination à l'Oscar du meilleur scénario original pour Moonrise Kingdom